# Стівен Ворд (футболіст)
Сті́вен Ро́берт Ворд (англ. Stephen Robert Ward; нар. 20 серпня 1985, Дублін, Ірландія) — ірландський футболіст, в минулому нападник збірної Ірландії. По завершенні ігрової кар'єри — тренер.